# Distretto di Çaykara
Il distretto di Çaykara (Turco: Çaykara ilçesi; Greco: περιοχὴ Κατωχωρίου (Τραπεζοῦντας) periokhḕ Katōkhōríou (Trapezoū̂ntas)) è un distretto della provincia di Trebisonda, in Turchia.

## Vicegovernatori
Di seguito l'elenco dei vicegovernatori del distretto:
- Mahmut Keskin (1948)
- Harun Alkan (1949)
- Necmettin Karaduman (1950)
- Turgut Kama (1950)
- Nedim Kalıpçioğlu (1950-1951)
- Hüseyin Köseoğlu (1951)
- Mahmut Keskin (1952)
- Recep Dolapçıoğlu (1952)
- Zeki Köseoğlu (1952-1953)
- Nejat Eldem (1954)
- Özer Türk (1955-1956)
- Mustafa Yalçın (1956-1958)
- Yavuz Selim Bıyıktaş (1959-1960)
- Mustafa Akyol (1962-1963)
- Metin Özkınay (1964-1965)
- Fikret Saygılı (1965-1966)
- Utku Acun (1967-1968)
- Erdoğan Cebeci (1968-1970)
- Remzi Banaz (1970-1971)
- Hasan Kır (1970-1971)
- Yakup Maltaş (1971-1972)
- Muhittin Aliz (1972-1976)
- Numan Seven (1977)
- Ali Bilir (1978-1980)
- Süleyman Kamçı (1980)
- Sabahattin Yücel (1980-1983)
- Hasan Gürsoy (1983-1986)
- Zikri Şahin (1986-1987)
- Ekrem Bay (1987-1990)
- Halil Kalabalık (1990-1992)
- Münir Karaloğlu (1993)
- Cahit Işık (1993)
- Ahmet Katırcı (1993-1994)
- Murat Soylu (1994-1995)
- Ahmet Tüzemen (1995-1997)
- Muzaffer Şahiner (1997-1998)
- Erol Karaömeroğlu (1998-2000)
- Ahmet Hoşoğlu (2000-2001)
- Fehmi Sinan Niyazi (2001)
- Bülent Kılınç (2001)
- Mehmet Öz (2001-2003)
- Kadir Ekinci (2003)
- Mehmet Cengiz Yücedal (2003)
- Şenol Koca (2003-2004)
- Akın Ağca (2004-2005)
- Selim Çomaklı (2005-2006)
- Ali Güldoğan (2006)
- Yusuf Karaloğlu (2006)
- Uğur Kalkar (2006-2007)
- Ali Güldoğan (2007)
- İbrahim Halil Şivgan (2007)
- M.Cengiz Yücedal (2007)
- Önder Coşğun (2007-2008)
- Uğur Kalkar (2008-2009)
- Ufuk Özen (2009-2010)
- İsmail Toprak (2010)
- Cevdet Atay (2010-2012)
- Musa Üçgül (2012-...)